# 漯河医学高等专科学校
漯河医学高等专科学校是一所位于河南漯河市的专科院校，现有两个校区：源汇校区与召陵校区，占地共计1540余亩，建筑面积40余万平方米。设有医学、工学两个学科，临床医学、口腔医学、中医学、预防医学等14个专业。教职工3787人，在校生1.5万余人（数据截至2019年6月22日）。

## 历史
- 始建于1924年，为美国安息日教会善济医院护士学校。
- 1957年，独立为卫生学校。
- 1986年，经河南省教委批准，改建为全日制卫生中专漯河卫生职业中等专业学校。
- 1994年起开始举办大专教育。[2]
- 2000年改名为漯河市卫生学校，被教育部确定为“国家级重点中专”。
- 2004年5月升格为公办普通高等专科学校，并改为现名。[3][4]

## 教学系部设置
- 护理系
- 医疗系
- 药学系
- 口腔医学系
- 食品营养系
- 基础医学部
- 社科部
- 公共外语教学部
- 继续教育处
- 体育科

## 附属医院及教学医院
- 直属附属医院
  - 漯河医专第一附属医院（漯河市中心医院）
  - 漯河医专第二附属医院（漯河市骨科医院、漯河市立医院、漯河市第五人民医院）
  - 漯河医专第三附属医院（漯河市康复医院）
- 非直属附属医院
  - 驻马店市中心医院
  - 平顶山市第一人民医院
  - 信阳市中心医院
  - 漯河市第二人民医院
  - 漯河市第三人民医院
- 教学医院
  - 濮阳市安阳地区医院
  - 周口市中心医院